# Ceryx chea
Ceryx chea är en fjärilsart som beskrevs av Druce 1895. Ceryx chea ingår i släktet Ceryx och familjen björnspinnare. Inga underarter finns listade i Catalogue of Life.